# Ramona Hofmeister
Ramona Theresia Hofmeister (* 28. März 1996 in Bischofswiesen) ist eine deutsche Snowboarderin. Sie ist vierfache Weltcup-Gesamtsiegerin im Alpin-Snowboard.

## Werdegang
Hofmeister, die für den WSV Bischofswiesen startet, lief im Januar 2012 in Vratna ihre ersten Rennen im Europacup und belegte dabei den 21. Platz im Parallel-Riesenslalom und den 20. Rang im Riesenslalom. Beim Europäischen Olympischen Winter-Jugendfestival 2013 in Predeal wurde sie Siebte im Parallel-Riesenslalom.
Im März 2013 errang sie bei den Snowboard-Juniorenweltmeisterschaften 2013 in Erzurum im Parallel-Riesenslalom den elften und im Parallelslalom den zehnten Platz. In der Saison 2013/14 kam sie im Europacup fünfmal unter die ersten Zehn.
Dabei holte sie im Parallelslalom in Ratschings ihren ersten Sieg im Europacup und erreichte zum Saisonende den neunten Platz in der Parallelwertung. Im Snowboard-Weltcup debütierte sie im Februar 2014 in Sudelfeld und belegte dabei den 44. Platz im Parallel-Riesenslalom. Bei den Snowboard-Juniorenweltmeisterschaften 2014 in Chiesa in Valmalenco wurde sie Achte im Parallel-Riesenslalom und Siebte im Parallelslalom. Im folgenden Jahr gelang ihr bei den Snowboard-Juniorenweltmeisterschaften 2015 in Yabuli der 14. Platz im Parallel-Riesenslalom und der neunte Rang im Parallelslalom.
In der Saison 2015/16 erreichte Hofmeister bei 14 Teilnahmen im Europacup, acht Top-Ten-Platzierungen, darunter Platz drei im Parallel-Riesenslalom in Stara Planina. Im März 2016 kam sie in Winterberg mit dem dritten Platz im Parallelslalom erstmals im Weltcup aufs Podest. Bei den Snowboard-Juniorenweltmeisterschaften 2016 in Rogla gewann sie die Goldmedaille im Parallelslalom und sie wurde Neunte im Parallel-Riesenslalom. Die Saison beendete sie im Europacup auf dem fünften Platz in der Parallelwertung, auf dem achten Rang in der Parallel-Riesenslalomwertung und auf dem vierten Platz in der Parallelslalomwertung. Im Weltcup errang sie den 24. Platz im Parallelweltcup und den 17. Platz im Parallelslalomweltcup. In der Saison 2016/17 errang sie im Weltcup acht Top-Zehn-Platzierungen, darunter Platz drei im Parallel-Riesenslalom in Kayseri und belegte damit jeweils den siebten Platz im Parallelweltcup, im Parallelslalom-Weltcup und im Parallel-Riesenslalom-Weltcup. Beim Saisonhöhepunkt den Snowboard-Weltmeisterschaften 2017 in Sierra Nevada wurde sie Sechste im Parallelslalom und Vierte im Parallel-Riesenslalom.
In der Saison 2017/18 kam Hofmeister bei elf Weltcupstarts sieben Mal unter die ersten Zehn. Dabei holte sie im Januar 2018 beim Parallelslalom in Bad Gastein und beim Parallel-Riesenslalom in Rogla ihre ersten Weltcupsiege.
Zudem errang sie in Bansko den dritten und zweiten Platz im Parallel-Riesenslalom und belegte damit den siebten Platz im Parallelslalom-Weltcup, den vierten Rang im Parallel-Riesenslalom-Weltcup und den dritten Platz im Parallel-Weltcup. Im Parallel-Riesenslalom bei den Olympischen Winterspielen 2018 in Pyeongchang am 24. Februar 2018 gewann sie hinter der Tschechin Ester Ledecká und ihrer Landsfrau Selina Jörg die Bronzemedaille.
In der Saison 2018/19 siegte Hofmeister in Pyeongchang und im Secret Garden Skiresort jeweils im Parallel-Riesenslalom. Zudem errang sie im Carezza den dritten Platz im Parallel-Riesenslalom und erreichte zum Saisonende den sechsten Platz im Parallelweltcup und den dritten Rang im Parallel-Riesenslalom-Weltcup. Beim Saisonhöhepunkt, den Snowboard-Weltmeisterschaften 2019 in Park City, holte sie die Bronzemedaille im Parallelslalom und errang zudem den zehnten Platz im Parallel-Riesenslalom. Im Dezember 2019 und Januar 2020 gewann sie die ersten drei Weltcup-Rennen im Parallel-Riesenslalom der Saison. Im Finale von Cortina d’Ampezzo konnte sie sich dabei gegen ihre gestürzten Kollegin Selina Jörg durchsetzen. Weiters siegte sie im Januar 2020 in Bad Gastein im Parallelslalom und zweimal im Parallel-Riesenslalom in Blue Mountain.

In Bad Gastein und in Piancavallo siegte sie zusammen mit Stefan Baumeister im Team-Wettbewerb. Sie gewann damit den Parallelweltcup und den Parallel-Riesenslalom-Weltcup und errang im Parallelslalom-Weltcup den zweiten Platz. In der Saison 2020/21 siegte sie dreimal und belegte zudem zweimal den dritten und einmal den zweiten Platz. Sie gewann damit wie im Vorjahr den Parallelweltcup und den Parallel-Riesenslalom-Weltcup. Beim Saisonhöhepunkt, den Snowboard-Weltmeisterschaften 2021 in Rogla, holte sie Silber im Parallelslalom.
Nach Platz zwei im Parallel-Riesenslalom in Bannoye zu Beginn der Saison 2021/22, kam sie dreimal auf den dritten Platz und einmal auf den zweiten Platz. Zudem siegte sie im Parallel-Riesenslalom in Rogla und gewann damit erneut den Parallel sowie den Parallel-Riesenslalom-Weltcup. Im Parallelslalom-Weltcup errang sie den dritten Platz. Bei den Olympischen Winterspielen im Februar 2022 in Peking wurde sie Fünfte im Parallel-Riesenslalom.
Ihre älteste Schwester Melanie war als Freestylerin aktiv und startete ebenso im Weltcup.

## Teilnahmen an Weltmeisterschaften und Olympischen Winterspielen

### Olympische Spiele
- 2018 Pyeongchang: 3. Platz Parallel-Riesenslalom
- 2022 Peking: 5. Platz Parallel-Riesenslalom

### Snowboard-Weltmeisterschaften
- 2017 Sierra Nevada: 4. Platz Parallel-Riesenslalom, 6. Platz Parallelslalom
- 2019 Park City: 3. Platz Parallelslalom, 10. Platz Parallel-Riesenslalom
- 2021 Rogla: 2. Platz Parallelslalom, 5. Platz Parallel-Riesenslalom
- 2023 Bakuriani: 4. Platz Parallelslalom, 7. Platz Parallelslalom Team, 14. Platz Parallel-Riesenslalom
- 2025 Engadin: 9. Platz Parallelslalom, 9. Platz Parallel-Team, 20. Platz Parallel-Riesenslalom

## Weltcupsiege und Weltcup-Gesamtplatzierungen

### Weltcupsiege

#### Weltcupsiege im Einzel
| Nr. | Datum             | Ort                     | Disziplin             |
| --- | ----------------- | ----------------------- | --------------------- |
| 01. | 12. Januar 2018   | Bad Gastein             | Parallelslalom        |
| 02. | 21. Januar 2018   | Rogla                   | Parallel-Riesenslalom |
| 03. | 17. Februar 2019  | Pyeongchang             | Parallel-Riesenslalom |
| 04. | 23. Februar 2019  | Secret Garden Skiresort | Parallel-Riesenslalom |
| 05. | 8. Dezember 2019  | Bannoye                 | Parallel-Riesenslalom |
| 06. | 14. Dezember 2019 | Cortina d’Ampezzo       | Parallel-Riesenslalom |
| 07. | 11. Januar 2020   | Scuol                   | Parallel-Riesenslalom |
| 08. | 14. Januar 2020   | Bad Gastein             | Parallelslalom        |
| 09. | 29. Februar 2020  | Blue Mountain           | Parallel-Riesenslalom |
| 10. | 1. März 2020      | Blue Mountain           | Parallel-Riesenslalom |
| 11. | 17. Dezember 2020 | Carezza                 | Parallel-Riesenslalom |
| 12. | 6. Februar 2021   | Bannoye                 | Parallel-Riesenslalom |
| 13. | 6. März 2021      | Rogla                   | Parallel-Riesenslalom |
| 14. | 16. März 2022     | Rogla                   | Parallel-Riesenslalom |
| 15. | 27. Januar 2023   | Blue Mountain           | Parallel-Riesenslalom |
| 16. | 14. Dezember 2023 | Carezza                 | Parallel-Riesenslalom |
| 17. | 16. Dezember 2023 | Cortina d’Ampezzo       | Parallel-Riesenslalom |
| 18. | 23. Dezember 2023 | Davos                   | Parallelslalom        |
| 19. | 16. Januar 2024   | Bad Gastein             | Parallelslalom        |
| 20. | 24. Februar 2024  | Krynica-Zdrój           | Parallel-Riesenslalom |
| 21. | 14. Januar 2025   | Bad Gastein             | Parallelslalom        |
| 22. | 18. Januar 2025   | Bansko                  | Parallel-Riesenslalom |
| 23. | 19. Januar 2025   | Bansko                  | Parallel-Riesenslalom |
| 24. | 15. Februar 2025  | Val Saint-Côme          | Parallel-Riesenslalom |
| 25. | 16. Februar 2025  | Val Saint-Côme          | Parallel-Riesenslalom |
| 26. | 1. März 2025      | Krynica                 | Parallel-Riesenslalom |

#### Weltcupsiege im Team
| Nr. | Datum           | Ort             |
| --- | --------------- | --------------- |
| 1.  | 15. Januar 2020 | Bad Gastein 1   |
| 2.  | 26. Januar 2020 | Piancavallo 1   |
| 3.  | 20. März 2022   | Berchtesgaden 1 |
| 4.  | 16. März 2025   | Winterberg 2    |

### Weltcup-Gesamtplatzierungen
| Saison  | Parallel | Parallel | Parallel-Riesenslalom | Parallel-Riesenslalom | Parallelslalom | Parallelslalom |
| Saison  | Punkte   | Platz    | Punkte                | Platz                 | Punkte         | Platz          |
| ------- | -------- | -------- | --------------------- | --------------------- | -------------- | -------------- |
| 2015/16 | 724      | 24.      | 19                    | 47.                   | 705            | 17.            |
| 2016/17 | 3050     | 7.       | 2080                  | 7.                    | 970            | 7.             |
| 2017/18 | 5390     | 3.       | 4110                  | 4.                    | 1280           | 7.             |
| 2018/19 | 4048,2   | 6.       | 3258,2                | 3.                    | 790            | 15.            |
| 2019/20 | 8260     | 1.       | 6300                  | 1.                    | 1960           | 2.             |
| 2020/21 | 593      | 1.       | 440                   | 1.                    | 153            | 6.             |
| 2021/22 | 557      | 1.       | 307                   | 1.                    | 250            | 3.             |
| 2022/23 | 584      | 2.       | 359                   | 1.                    | 225            | 4.             |
| 2023/24 | 786      | 1.       | 429                   | 1.                    | 357            | 1.             |
| 2024/25 | 1034     | 2.       | 773                   | 2.                    | 263            | 3.             |